# Perioada Taishō
Perioada Taishō sau Era Taishō (大正時代 Taishō-jidai?) este un interval în istoria Japoniei, de la 30 iulie 1912 până la 25 decembrie 1926, care coincide cu perioada de domnie a împăratului Taishō.

## Vezi și
- Istoria Japoniei